# Yvonne Hijgenaar
Yvonne Hijgenaar (nascida em 15 de maio de 1980) é uma ciclista holandesa e ex-patinadora de velocidade.

## Antecedentes
Hijgenaar é uma ex-patinadora de velocidade que, durante dois anos, competiu pela equipe holandesa. Em 2001, ela mudou de patinação pelo ciclismo de pista.

## Jogos Olímpicos
Hijgenaar representou os Países Baixos nos Jogos Olímpicos de Verão de 2004 em Atenas, Grécia, onde participou na prova de velocidade individual, bem como nos 500 metros contrarrelógio por equipes. Ela não impressionou na velocidade individual, onde obteve a 11ª posição. No entanto, seus 500 metros contrarrelógio por equipes de 34.532 (52,125 km/h) lhe rendeu a quinta posição.
Em novembro de 2007, ela treinou com a equipe nacional da Austrália em preparação para os Jogos Olímpicos de Verão de 2008 em Pequim, China. "Corrida de pista nos Países Baixos é um pequeno esporte, e nós não temos uma equipe técnica disponível para doze meses do ano, como eles fazem na Austrália. Se somente nós fizemos.", disse Hijgenaar.
Nas Olimpíadas de 2008 em Pequim, Hijgenaar participou na prova de velocidade feminino, novamente terminando na 11ª posição.
Nos Jogos Olímpicos de Verão de 2012 em Londres, Inglaterra, Hijgenaar terminou em quinto na velocidade por equipes, junto com sua companheira de equipe, Willy Kanis.

## Campeonato Mundial de 2009
Hijgenaar conquistou sua quarta medalha do Campeonato Mundial em 28 de março de 2009, levando a medalha de bronze no Omnium, a primeira vez que a competição tinha sido incluída a categoria feminina no Campeonato Mundial. Ela estava em pontos iguais com Tara Whitten do Canadá, mas perdeu a medalha apesar de ter vencido os 200 m contrarrelógio por equipes e 500 m contrarrelógio por equipes, eventos no omnium.

## Recorde nacional, perseguição por equipes
Após a introdução de perseguição por equipes feminino (3 km) do ciclismo de pista na temporada de 2007–08, Hijgenaar participou duas vezes do pelotão de perseguição por equipes quando elas estabeleceram um (novo) recorde nacional holandês. A primeira foi a primeira vez que a equipe holandesa competiu na perseguição por equipes, e foi quebrado mais tarde naquele dia. Ela não é mais a detentora do recorde.